# Mercedes-Benz O 404
Der Mercedes-Benz O 404 war ein Reisebus der Daimler-Benz AG, der als Nachfolger des Mercedes-Reisebusses O 303 ab September 1992 gebaut und 1999 vom Nachfolgemodell O 580 „Travego“ abgelöst wurde.–

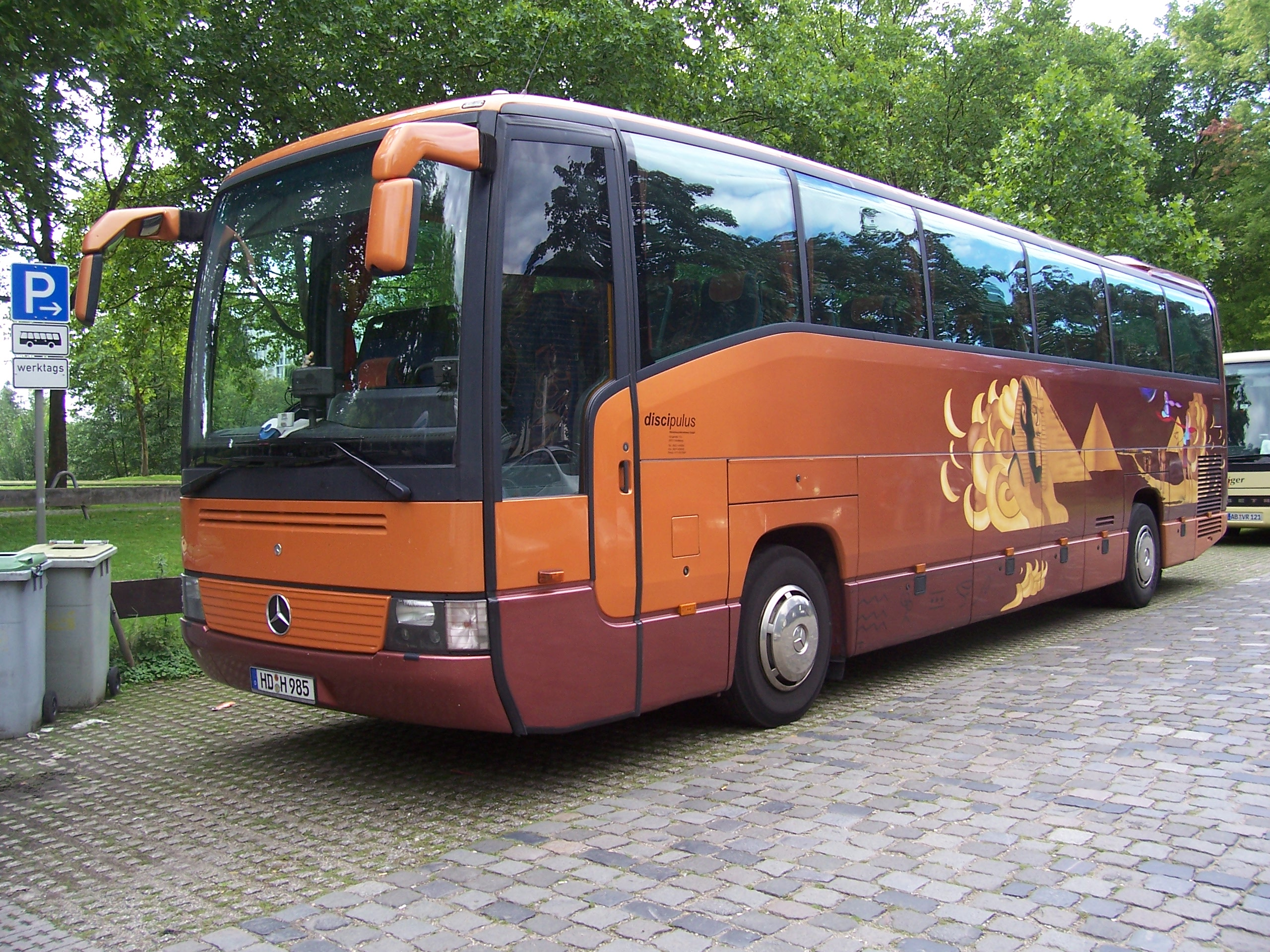
Reisebus O 404, überarbeitete Version mit sogenannten „Fühlerspiegeln“

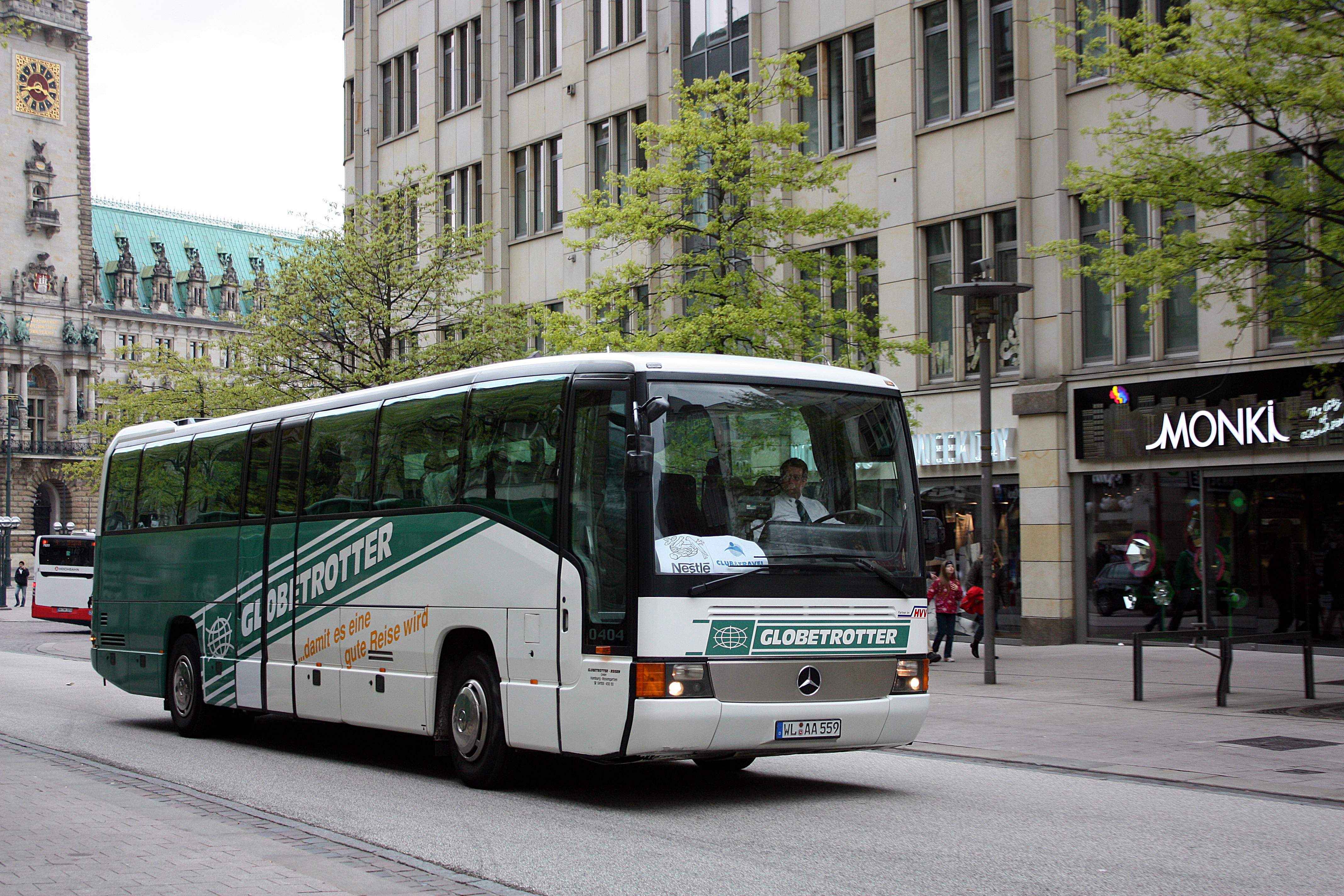
Mercedes-Benz O 404 RH-K von Globetrotter Reisen in Hamburg

Die Palette dieses Modells begann beim Kombibus O 404 RH-K, der auch noch für den Einsatz im Linien- und Ausflugsverkehr gedacht war, umfasste vor allem aber verschiedene reine Reiseversionen vom normalen (Hochboden-)Modell über Reisehochdecker bis zum „Super-Hochdecker“, die sich in der Höhe des Fahrgastbodens über Grund und somit auch in der Aufbauhöhe insgesamt unterschieden. Kombiniert wurden diese Modelle wie beim Vorgänger mit Innenausstattungen verschiedener Ausführungen von einfach bis luxuriös, die sich vom Fahrzeugäußeren jedoch nicht unterscheiden.
Mit Modelleinführung wurde auch ein Reise-Doppeldecker vorgestellt, der im Auftrag beim Heilbronner Busaufbauhersteller Drögmöller (heute zu Volvo gehörend) unter der Bezeichnung O 404 DD gefertigt werden sollte. Das gebaute Musterfahrzeug blieb jedoch ein Einzelstück.
Konstruktiv wurde der O 404 gegenüber dem Vorgänger glattflächiger, die seitlichen Fensterholme traten nicht mehr so deutlich hervor. An der Wagenfront wurde die Scheibe weiter nach unten gezogen. Technisch zu nennen waren nun die serienmäßigen Scheibenbremsen sowie die Einzelradaufhängung vorn. Es gab nur noch drei Karosserielängen zur Auswahl, diese entsprachen den Versionen mit 10, 13 und 15 Sitzreihen. Die Motorenpalette reichte von ca. 150 bis 280 kW (204 bis 381 PS), für die normal-langen Reiseversionen mit 15 Sitzreihen begann die Motorisierung bei 195 kW (265 PS). Optional wurde wie beim Vorgänger auch schon die Elektropneumatische Schaltung (EPS) als Schalthilfe angeboten. In der Regel wurden jedoch manuelle Sechsgang-Getriebe verbaut.
Der O 404 konnte an den Erfolg des Vorgängers O 303 nicht heranreichen, was teilweise allerdings auch dem Umstand geschuldet ist, dass der Produktionszeitraum des Vorgängers 18 Jahre betrug (im Vergleich zu 7 Jahren beim O 404) und der Markt für Busreisen rückläufig war, bedingt durch Reise-Zurückhaltung oder Verlagerung auf Billigfluggesellschaften. Dies veranlasste die Busunternehmer vermehrt, preiswertere Busse ausländischer Produzenten anzuschaffen oder ihre Beschaffungszyklen auszudehnen. Ferner nahm Mercedes bereits 1992 mit dem Typ O 340 einen in der Türkei gefertigten, weiteren und preiswerteren Reisebus ins Programm, der de facto und auch optisch eine Weiterentwicklung des vorherigen O 303 war. Neu war außerdem, dass ein Bus aus dem Hause Mercedes erstmals einen Namen (Tourismo) zusätzlich zur alphanumerischen Typbezeichnung bekam. 1996 erfuhr der O 404 eine gründliche Modellpflege, optisch an der geänderten (geriffelten) Bugblende sowie neuen, größeren Außenspiegeln, sogenannten „Integral-“  bzw. „Fühlerspiegeln“ zu erkennen. Die kürzeste Version mit 10 Sitzreihen entfiel, im Angebot verblieb nur mehr der 280-kW-Motor (381 PS).
Der Bus wird noch bei Iran Khodro Diesel in Lizenz gebaut.